# Warang
Warang est un village du Sénégal, situé sur la Petite-Côte, à 88 km au sud de Dakar et tout proche (une dizaine de km) de Mbour. 

## Histoire
Deux thèses, également plausibles, s'affrontent quant aux origines du nom du village comprenant deux quartiers, Warang Socé et Warang Sérère et deux chefs de village. 
Selon la version socée, le mot warang signifierait "vaste", le jugement porté par les premiers arrivants, venus de Gambie.
Selon la version sérère, warang serait en réalité constitué de deux mots : war qui signifie "tuer" et rang qui veut dire "embarquer".

## Administration
Le village fait partie de la Commune de Malicounda, au sud de l'arrondissement de Sindia. Il se trouve donc dans le département de Mbour (région de Thiès).dont l'actuel Maire est Monsieur Maguette séne.

## Géographie
Les localités les plus proches sont Mbour, Sidibougou, Sintiou Mbadane, Gagnabougou et Nianing ainsi que Mbaling.

### Population
Warang compte environ 3 500 habitants (source : ), mais c'est sans compter les expatriés européens, de plus en plus nombreux à y faire construire des maisons, et les Dakarois qui y possèdent des maisons secondaires.
Les Sérères, les Bambaras, les Wolofs ou les Diolas/Jolas sont les ethnies les plus représentées. Les habitants sont majoritairement musulmans (comme le reste du Sénégal). Le village compte trois mosquées mais également une chapelle, dont les travaux de rénovations se sont achevés en 2010.

### Économie
En complément des activités traditionnelles du village – pêche, agriculture, élevage, mais surtout artisanat et commerce –, le tourisme semble offrir de nouvelles perspectives, si l'on en juge par l'exemple de la station balnéaire de Saly. Hôtels, campements et résidences se sont ainsi développés.